# Kristina Dukic
Kristina Dukic (n. 25 iulie 2000, Belgrad, Iugoslavia – d. 8 decembrie 2021, Belgrad, Serbia), mai cunoscută sub pseudonimul ei Kika (stilizat K1KA) a fost o vedetă sârbă pe YouTube și streamer Twitch. Avea 750 de mii de abonați pe canalul ei de YouTube și era foarte populară în Serbia și diaspora sârbă. Majoritatea videoclipurilor ei au fost despre viața socială, divertisment și jocuri. Ea a fost găsită moartă în capitala sârbă, Belgrad. Ea s-a sinucis după ce a fost victimă a agresiunii cibernetice.